# Glăvănești
Glăvănești település és községközpont Romániában, Moldvában, Bákó megyében.

## Fekvése
Bákótól délkeletre, Törökhídja északi szomszédjában fekvő település.

## Története
Községközpont, 5 falu: Frumușelu, Glăvănești, Muncelu, Putredeni, Răzeșu tartozik hozzá.
A 2002-es népszámláláskor 3788 lakosának 95,87%-a román és 96,29%-a görögkeleti ortodox volt.
A 2011-es népszámláláskor pedig 3321 lakosa volt.